# Hugo Brunswick
Pour les articles homonymes, voir Brunswick.
Hugo Brunswick est un acteur français, né le 11 octobre 1989.
Interprète à l'écran et à la télévision au sein de divers rôles dont Yvan Seligman dans le film La Boîte noire, Thomas, le fils de Diane et Serge Carro dans la série Diane, femme flic ou Ben Lambert, le neveu de Maud Lambert dans la série La Nouvelle Maud, il est aussi très actif dans le doublage. Il est notamment la voix française de Tom Holland (dont Peter Parker / Spider-Man pour tous les films de 2016 à 2021) ainsi que la voix de l’acteur Lewis Pullman et une des voix de Daniel Radcliffe.

## Biographie
Il a suivi les Cours Florent de 2005 à 2007, puis les cours Jean Périmony de 2008 à 2010.
En parallèle, de 2004 à 2007, il a joué le rôle de Thomas, le fils de Diane et Serge Carro dans la série Diane, femme flic.
De 2010 à 2012, il interprète le rôle de Ben Lambert, neveu du personnage principal de la série La Nouvelle Maud. Il a également joué dans plusieurs films, téléfilms et au théâtre.
Pratiquant activement le doublage, il est notamment la voix de Tom Holland dans son rôle de Peter Parker / Spider-Man ainsi qu'une voix occasionnelle de Daniel Radcliffe.

## Théâtre
- 2010 : Les Dessous de la vie de Maxime Costa, mis en scène par Maxime Costa, au théâtre de la Manufacture des Abbesses[2]
- 2011 : Le Monde de derrière la télé de Maxime Costa, mis en scène par Maxime Costa, au Funambule de Montmartre[3]
- 2011 : Alice au pays des merveilles mis en scène par Clément de Dadelsen, en tournée
- 2011 : Le Songe d'une nuit d'été, de William Shakespeare, mis en scène par Clément de Dadelsen, en tournée
- 2013 : Le Misanthrope, de Molière, mis en scène par Michèle André, à La Cigale[4]
- 2013-2014 : Casimir et Caroline, de Ödön von Horváth, mis en scène par Léa Chanceaulme, au Théâtre du Gymnase, à Marseille et en tournée[5]
- 2014 : Paroles d'acteurs, sur des textes de Marie NDiaye, mis en scène par Georges Lavaudant[6]

## Filmographie

### Cinéma

#### Longs métrages
- 2005 : La Boîte noire de Richard Berry : Yvan Seligman adolescent
- 2010 : Les Yeux de sa mère de Thierry Klifa : Thomas
- 2010 : Les Tuche d'Olivier Baroux : Raphaël
- 2022 : Les Vedettes de Jonathan Barré : Cédric
- 2024 : Niki de Céline Sallette : Arman

#### Courts métrages
- 2008 : Flirt de Lionel Dos Santos
- 2012 : Quarante de Nicolas Koretzky et Hervé Rey
- 2014 : Où elle est maman ? d'Olivia Ruiz

### Télévision
- 2004-2007 : Diane, femme flic, série créée par Marie Guilmineau : Thomas Carro
- 2009 : Section de recherches, épisode Morsures secrètes réalisé par Éric Le Roux : Jeff
- 2010-2012 : La Nouvelle Maud, série créée par Marc Kressmann, Carine Hazan, Emmanuelle Rey-Magnan et Pascal Fontanille : Ben Lambert
- 2011 : RIS police scientifique, épisode Zone rouge réalisé par Laurent Alexandre : Pascal Mazzoni
- 2011 : J'ai peur d'oublier d'Élisabeth Rappeneau : Bruno
- 2012 : Ma femme, ma fille, 2 bébés de Guila Braoudé
- 2013 : Taxi 0-22 de Patrick Huard
- 2015 : On se retrouvera de Joyce Buñuel : JB (jeune)
- 2016 : La Vengeance aux yeux clairs : Hugo Léoni
- 2016 : Commissaire Magellan : Cédric Belcourt
- 2017 : Un rêve français de Christian Faure
- 2018 : Meurtres à Brides-les-Bains d'Emmanuel Rigaut : Mathieu Bonneville
- 2023 : Cannes police criminelle de Camille Delamarre : Julien Boire

## Doublage

### Cinéma

#### Films
- Tom Holland dans (10 films) :
  - Captain America: Civil War (2016) : Peter Parker / Spider-Man
  - Escapade fatale (2016) : Bradley Baker
  - Spider-Man: Homecoming (2017) : Peter Parker / Spider-Man
  - Avengers: Infinity War (2018) : Peter Parker / Spider-Man
  - Avengers: Endgame (2019) : Peter Parker / Spider-Man
  - Spider-Man: Far From Home (2019) : Peter Parker / Spider-Man
  - Cherry (2021) : Cherry
  - Chaos Walking (2021) : Todd Hewitt
  - Spider-Man: No Way Home (2021) : Peter Parker / Spider-Man
  - Uncharted (2022) : Nathan Drake

- Daniel Radcliffe dans (5 films) :
  - Docteur Frankenstein (2015) : Igor Strausman
  - Insaisissables 2 (2016) : Walter Marby
  - Guns Akimbo (2019) : Miles
  - Le Secret de la cité perdue (2022) : Abigail Fairfax
  - Weird: The Al Yankovic Story (2022) : Weird Al Yankovic

- Beau Knapp dans (4 films) :
  - The Finest Hours (2016) : Mel Gouthro
  - Destroyer (2018) : Jay
  - Ida Red (2021) : Jay
  - Little Dixie (2022) : Raphaël « Cuco » Prado

- JT Neal dans :
  - Malibu Rescue (2019) : Brody
  - Malibu Rescue : Une nouvelle vague (2020) : Brody
  - Life in a Year (2020) : Sammy

- Lewis Pullman dans :
  - Sale temps à l'hôtel El Royale (2018) : Miles, le concierge
  - Top Gun : Maverick (2022) : le lieutenant Robert « Bob » Floyd
  - Salem (2024) : Ben Mears

- Shannon Kook-Chun dans :
  - Conjuring : Les Dossiers Warren (2013) : Drew Thomas
  - Conjuring : Sous l'emprise du Diable (2021) : Drew Thomas

- Chosen Jacobs dans :
  - Ça (2017) : Michael « Mike » Hanlon
  - Ça : Chapitre 2 (2019) : Michael « Mike » Hanlon jeune

- Jack McMullen dans :
  - The Marker (2017) : Alex
  - Le Mans 66 (2019) : Charlie Agapiou

- 2012 : Paranormal Activity 4 : Ben (Matt Shively)
- 2012 : L'Homme aux poings de fer : Chan (Jin Auyeung)
- 2013 : My Movie Project : Kevin (Jeremy Allen White)
- 2013 : Infiltré : Craig (James Allen McCune)
- 2013 : La Stratégie Ender  : Peter Wiggin (Jimmy Pinchak)
- 2013 : C'est la fin : Christopher Mintz-Plasse[7] (Christopher Mintz-Plasse)
- 2013 : Hansel et Gretel : Witch Hunters : voix additionnelles
- 2013 : 47 Ronin : Chikara Oishi (Jin Akanishi)
- 2013 : Battle of the Year : Franklyn (Josh Peck)
- 2014 : La Planète des singes : L'Affrontement : Alexander (Kodi Smit-McPhee)
- 2014 : Imitation Game  : Peter Hilton (Matthew Beard)
- 2014 : Dracula Untold : le turc aux yeux clairs (Thor Kristjansson)
- 2014 : The Road Within : Vincent (Robert Sheehan)
- 2015 : Le Pont des espions : Frederic Pryor (Will Rogers)
- 2015 : Insidious : Chapitre 3 : voix additionnelles
- 2016 : Eddie the Eagle : Zach (Daniel Ings)
- 2016 : Absolutely Fabulous, le film : Christopher (Chris Colfer)
- 2016 : Alliés : capitaine Adam Hunter (Josh Dylan)
- 2016 : Miles Ahead : ? ( ? )
- 2016 : Goat : Brett Land (Nick Jonas)
- 2017 : Un jour dans la vie de Billy Lynn : « Mango » Montoya (Arturo Castro)
- 2017 : Fast and Furious 8 : Fernando Toretto (Janmarco Santiago)
- 2017 : Super Dark Times : Zach (Owen Campbell)
- 2017 : Jumanji : Bienvenue dans la jungle : Alex Vreeke jeune (Mason Guccione)
- 2017 : Les Bums de plage : voix additionnelles
- 2018 : Un raccourci dans le temps : Calvin O’Keefe (Levi Miller)
- 2018 : Les Potes : James (Austin Abrams)
- 2018 : Bumblebee : l'agent Simmons (Nick Pilla)
- 2019 : See You Yesterday : Eduardo (Johnathan Nieves)
- 2019 : Music of My Life : Matt (Dean-Charles Chapman)
- 2020 : The Gentlemen : Primetime (Christopher Evangelou)
- 2020 : Sonic, le film : voix additionnelles
- 2020 : Safety : Daniel Morelli (Hunter Sansone)
- 2020 : The Empty Man : Garrett (Robert Aramayo)
- 2020 : Nouvel ordre : Cristian (Fernando Cuautle (es))
- 2021 : C'était l'été dernier : Kaan (Eray Ertüren)
- 2021 : Onoda, 10 000 nuits dans la jungle : Hirō Onoda jeune (Yūya Endō (ja))
- 2022 : Treize Vies : Dew (Thanthapthai Chanin)
- 2022 : Sonic : Drone maison : voix additionnelles (court métrage)
- 2022 : En route pour l'avenir : Eli (Belmont Cameli)
- 2022 : The Fabelmans : Chad Thomas (Oakes Fegley)
- 2023 : Les Blancs ne savent pas sauter : TJ (Andrew Schulz (en))
- 2023 : Freestyle : Diego (Maciej Musialowski)
- 2023 : L'Autre Zoey (en) : Miles MacLaren (Archie Renaux)
- 2023 : Below Deck Deceit : Christopher (Troy Osterberg)
- 2023 : Fancy Dance : Ryan (Trey Munden)
- 2024 : Better Man : ? (?)

#### Films d'animation
- 1995[8] : Si tu tends l'oreille : Seiji Amasawa
- 2013 : Madagascar à la folie : voix additionnelles (court métrage)
- 2018 : Ralph 2.0 : Jimmy
- 2022 : Entergalactic : Lin[9]
- 2024 : La Légende du tigre : Sidney

### Télévision

#### Téléfilms
- Keenan Tracey dans : 
  - Les Enfants maudits : Une nouvelle famille (2019) : Luke Jr.
  - Les Enfants maudits : Les Origines du mal (2019) : Luke Jr.

- 2019 : Mon beau-père diabolique : Marcus (Belmont Cameli)
- 2020 : Une famille à tout prix ! : Jason (Derick Breezee)
- 2021 : Amoureux de ma prof : Pete (Julio Alexander)
- 2023 : Un scandale dans l'équipe : Jake Collins (Nathan Kohnen)

#### Séries télévisées
- Nick Jonas dans :
  - Kingdom (2014-2017) : Nate Kulina
  - Dash & Lily (2020) : lui-même (mini-série)

- Alberto Rosende dans :
  - Shadowhunters (2016-2019) : Simon Lewis
  - Chicago Fire (2019) : Blake Gallo

- Michael Angarano dans :
  - This Is Us (2018-2021) : Nick Pearson jeune (7 épisodes)
  - Minx (depuis 2022) : Glenn

- Bruno Alexander (de) dans : 
  - Eden (2019) : Florian (mini-série)
  - Moi, Christiane F. (2021) : Michi (mini-série)

- Luis Curiel dans :
  - Control Z (2020-2022) : Luis (24 épisodes)
  - Chocolat amer (2024) : Santiago

- Dempsey Bryk dans :
  - Coroner (2021-2022) : Caleb Browning (3 épisodes)
  - Willow (2022) : le prince Airk Tanthalos

- 2005-2012 : Weeds : Tim Scottson (Daryl Sabara) (7 épisodes)
- 2012 : Skins : Alexander « Alex » Henley (Sam Jackson)
- 2012-2013 : Pretty Little Liars : Wesley Fitzgerald (Gregg Sulkin)
- 2013 : Mr Selfridge : Tony Travers (Will Payne)
- 2013-2014 : Being Human : Robbie Malik (Jesse Rath)
- 2015 : American Odyssey : Aslam (Omar Ghazaoui)[10]
- 2015 : American Crime : Tony Gutierrez (Johnny Ortiz)
- 2015-2017 : Jordskott : Linus (Yohio)
- 2016 : Ray Donovan : Hector Campos (Ismael Cruz Cordova)
- 2016 : Vice Principals : Matthew Potter (Ryan Boz)
- 2016 : iZombie : Randy Fellowes (Nicholas Coombe)
- 2016-2020 : Greenhouse Academy : Leo Cruz (Dallas Hart) (39 épisodes)
- 2017 : Angie Tribeca : le livreur (Anthony Bless) (saison 3, épisode 3)
- 2017 : Stella Blómkvist : Sæmi Jóhannesson (Jóhann Kristóffer Stefánsson)
- 2017-2019 : The Gifted : Marcos Diaz / Eclipse (Sean Teale)
- 2017-2020 : Tin Star (en) : Simon / Whitey (Oliver Coopersmith) (16 épisodes)
- 2018 : L'Arme fatale : Tyler Thatcher (James Morosini)
- 2018 : Trust : Francesco (Giovanni D'Aleo)
- 2018 : Picnic at Hanging Rock (en) : Michael « Mike » Fitzhubert (Harrison Gilbertson)
- 2018-2020 : Tell Me a Story : Billy (Luke Guldan)
- 2019-2020 : The Order : Hamish Duke (Thomas Elms) (18 épisodes)
- 2019 : Huge en France : Zene (Austin Fryberger)
- 2019 : Malibu Rescue : Brody (JT Neal)
- 2019 : Dans leur regard : Raymond Santana jeune (Marquis Rodriguez) (mini-série)
- 2019 : Good Omens : Shadwell jeune (Scott Arthur) (mini-série)
- 2019 : The Son : Ulises Gonzales (Alex Hernandez)
- 2019 : Riverdale : Eddie (Ajay Friese)
- 2019 : A Christmas Carol : Bob Cratchit (Joe Alwyn) (mini-série)
- 2019 : Apache : La Vie de Carlos Tévez (es) : Danilo (Matías Recalt)
- 2019 : Better than Us : Casque [Qui ?] (épisode 11)
- 2019 : David Makes Man : Raynan (Ade Chike Torbert) (saison 1)
- 2019-2021 : Dickinson : George Gould (Samuel Farnsworth) (15 épisodes)
- depuis 2019 : Miracle Workers : Craig / le prince Chauncley (Daniel Radcliffe)
- 2020 : Teenage Bounty Hunters : un participant au concours de débat (Andres Erickson)
- 2020 : Shadowplay : Gad (Maximilian Ehrenreich)
- 2020 : Luna nera : Pietro (Giorgio Belli) (6 épisodes)
- 2020 : Porte 7 (es) : Mario (Ignacio Quesada) (8 épisodes)
- 2020 : Industry : Seb Oldroyd (Jonathan Barnwell) (saison 1)
- 2020 : L'Écuyer du roi : Tiuri (Amir Wilson)
- 2020 : Losing Alice : ? (?) (mini-série)
- 2020-2021 : Love, Victor : Derek (Lukas Gage) (5 épisodes)
- 2020-2021 : Big Sky : Justin Hoyt (Gage Marsh) (5 épisodes)
- 2020-2021 : Love 101 : Kerem (Kubilay Aka (tr)) (101 épisodes)
- 2020-2021 : Everything's Gonna Be Okay : Nicholas Moss (Josh Thomas) (20 épisodes)
- 2021 : Launchpad (en) : Jimmy (Gilberto Ortiz) (série de courts métrages)
- 2021 : The Mosquito Coast : Hugo (Luis de La Rosa) (saison 1, épisode 4)
- 2021 : Acapulco : Jessie (Caleb Foote) (saison 1, épisode 2)
- 2021 : Les Enquêtes de Vera : Marcus Hynde (Lewis Cope) (saison 11, épisode 1)
- depuis 2021 : Les Experts : Vegas : Christopher « Chris » Park (Jay Lee)
- 2022 : Somebody : ? (?)
- 2022 : Mes premières fois : Nirdesh dit « Des » (Anirudh Pisharody) (saison 3)
- 2022 : SAS : Rogue Heroes : Mike Sadler (Tom Glynn-Carney) (4 épisodes)
- 2022 : The Devil's Hour (en) : Mike Stevens (Phil Dunster (en))
- 2022 / 2023 : Slow Horses : Curly (Brian Vernel) (saison 1) / Sturges (Nick Blood) (saison 3)
- depuis 2022 : C'était moi : Charly Fabián (Simón Savi)
- depuis 2022 : Le Seigneur des anneaux : Les Anneaux de pouvoir : Theo (Tyroe Muhafidin)
- depuis 2022 : Entrevías : Nelson Gutiérrez (Felipe Londoño)
- 2023 : Swarm : Sir (Casey Mills) (saison 1, épisode 2)
- 2023 : The Crowded Room : Danny Sullivan (Tom Holland) (mini-série)
- 2023 : Deadloch : ? (?)
- 2023 : Platonic : Omar (Vinny Thomas (en))
- 2023 : Sam : Un Saxon : Henry (Jonas Friedrich Leonhardi (de)) (mini-série)
- 2023 : Champion (en) : Mark (Tom Forbes) (7 épisodes)
- 2023 : Fellow Travelers : Barry (Kurtis De'Jon) (mini-série)
- 2023 : Dolores Roach (en) : Jonah Pearlman (Ilan Eskenazi)
- 2024 : Masters of the Air : ? (?) (mini-série)
- 2024 : House of Ninjas (en) : Haru (Kento Kaku (en))
- 2024 : Eric : JT (Stefan Race) (mini-série)
- 2024 : Les Meurtres zen : Björn Diemel (Tom Schilling)
- 2024 : Tracker : Sam Gibson (Dejan Louisa) (saison 2, épisode 6)
- 2024 : Enquêtes au paradis (en) : Byron Jones (Harry Greenwood (en)) (saison 1, épisode 4)

#### Séries d'animation
- 2014-2017 : LoliRock : Nathaniel (création de voix)
- 2018 : Anatole Latuile : voix additionnelles (création de voix)
- 2019 : Le Monde magique de Reggie : ?
- 2019 : Quand Takagi me taquine : Nishikata
- depuis 2019[n 1] : Demon Slayer: Kimetsu no Yaiba : Gotō
- 2021 : What If...? : Peter Parker / Spider-Man (saison 1, épisode 5)
- 2023 : Make My Day (en) : James Mirror
- 2023 : Malédictions ! (en) : Russ Vanderhouven
- 2023-2024 : Undead Unluck : Top
- depuis 2023 : Oshi no ko : Melt
- 2024 : Jentry Chau, une ado contre les démons (en) : Kit
- 2025 : Votre fidèle serviteur Spider-Man : Peter Parker / Spider-Man
- 2025 : Belfort & Lupin : Lupin

### Jeux vidéo
- 2021 : Fortnite : Peter Parker / Spider-Man (Trailer extension La Fête de l'Hiver)
- 2023 : Final Fantasy XVI : voix additionnelles
- 2023 : Starfield : ?
- 2024 : Dragon Age: The Veilguard : le garde Rhodri

### Attractions
- 2022 : Spider-Man W.E.B. Adventure à Disneyland Paris : Peter Parker / Spider-Man (Tom Holland)

## Voix off

### Émission
- 2019 : The Chef Show Working : lui-même (Tom Holland)